# Ubong Moses Ekpai
Ubong Moses Ekpai (* 17. října 1995 Uyo) je nigerijský profesionální fotbalista, který hraje na pozici křídelníka za český klub SK Dynamo České Budějovice.
Jeho vzorem je chilský fotbalista Alexis Sánchez.

## Klubová kariéra
V Nigérii hrál za kluby Akwa United FC a Kano Pillars FC. V červnu 2016 přestoupil ve svých 20 letech do izraelského klubu Maccabi Haifa. Šéf nigerijského klubu Paul Bassey k tomu uvedl: Potřebujeme Ekpaiovy góly a ne peníze za jeho přestup do Izraele. Přesto mu přejeme hodně štěstí. Je to hráč, který se prosadí v zahraničí, protože je to nesmírně talentovaný útočník. 

Maccabi se ho v létě 2016 snažilo poslat na hostování kvůli velkému počtu zahraničních hráčů na soupisce. Objevil se na testech v českém klubu FC Slovan Liberec. V prvním utkání na soustředění v Rakousku vstřelil vítězný gól na konečných 1:0 pro Slovan proti FC Blau-Weiß Linz.
23. 7. 2016 odešel na roční hostování s opcí z Maccabi Haifa do Slovanu Liberec. V Liberci jej začali přezdívat Ríša. V 1. české lize debutoval 21. srpna 2016 proti FC Zbrojovka Brno (remíza 0:0). S libereckým týmem si zahrál i v Evropské lize UEFA 2016/17. Kouč Liberce Jindřich Trpišovský o něm řekl: „S každým týdnem jsou na něm vidět obrovské pokroky, je velice učenlivý. Půl roku se trochu hledal, ale teď ukazuje, že je to hráč s velkou budoucností.“ Za Liberec odehrál celkem 16 ligových utkání, v nichž vstřelil 4 branky.
V červenci 2017 změnil adresu a posílil tým FC Fastav Zlín, který vyztužoval kádr před účinkováním v základní skupině Evropské ligy UEFA 2017/18.
Několikrát vyměnil působiště a nakonec uspěl v Českých Budějovicích.

## Reprezentační kariéra
Ekpai nastupoval za nigerijskou reprezentaci U23. Do nominace na Letní olympijské hry 2016 v brazilském městě Rio de Janeiro se však nedostal.